# Pygostylia
Pygostylia é um grupo de aves que contém a família Confuciusornithidae e todas as aves mais derivadas (Ornithothoraces). Seu nome provêm da presença do pigóstilo, uma característica compartilhada por todos os seus membros. Chatterjee (1997, 1998) definiu a Pygostylia como "o ancestral comum do Iberomesornis romerali e dos Neornithes", sendo assim sinônimo do Ornithothoraces "sensu" Chiappe (1996). Logo, a definição de Chatterjee foi efetivamente abandonada. Chiappe (1997) definiu a Pygostylia como "o ancestral comum da Confuciusornithidae e Neornithes (Ornithurae) mais todos seus descendentes". Esta é uma definição "node-based"
Chiappe (2001) reuniu os Pygostylia por possuirem quatro sinapomorfias: presença do pigóstilo, ausência do hiposfeno-hipantro; púbis retrovertido e separado do eixo principal do sacro por um ângulo de 45 a 65 graus; e presença de um côndilo bulbar medial no tibiotarso.